# Kornspeicher am Wolgaster Hafen

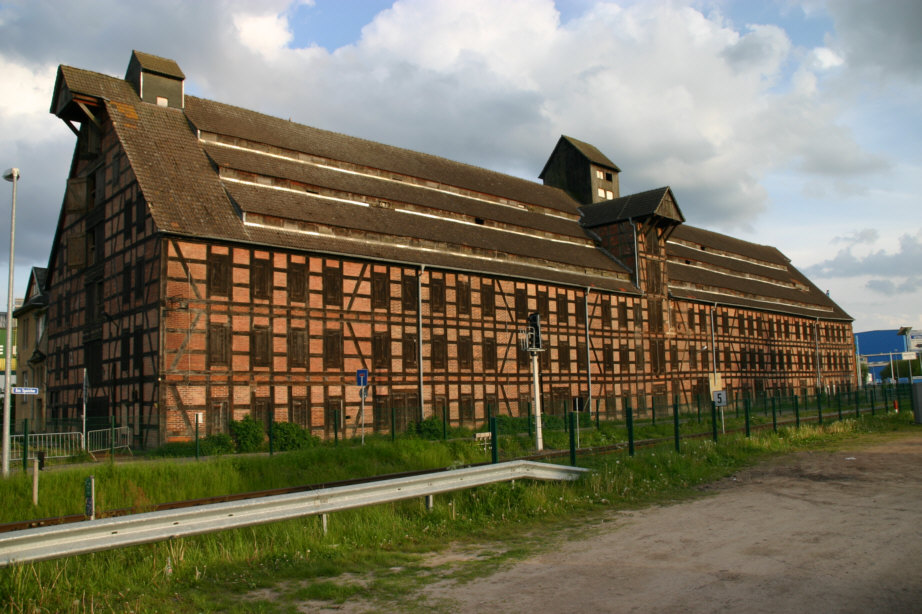
Kornspeicher

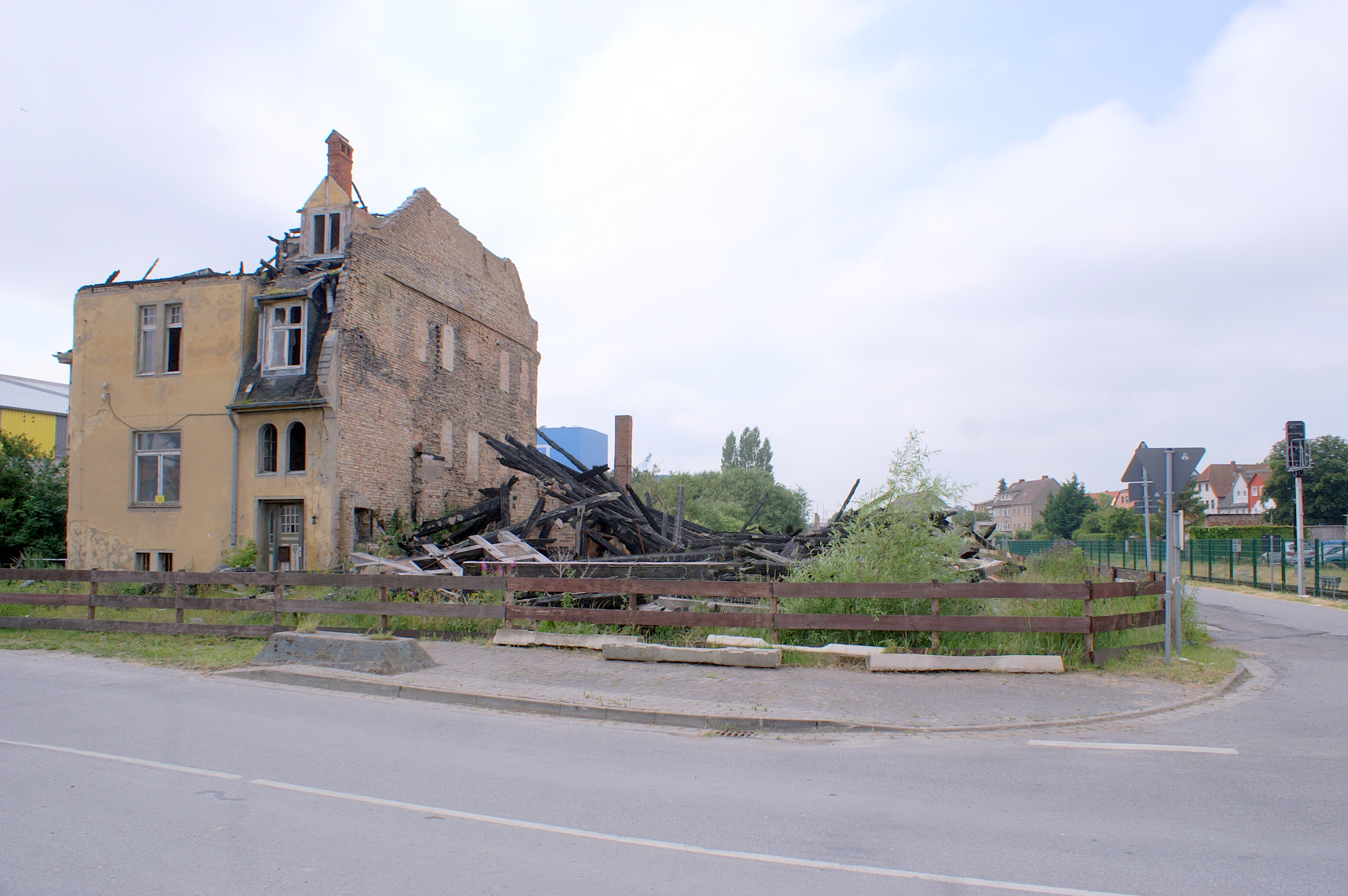
Reste nach dem Brand

Der Kornspeicher am Hafen, häufig als Fachwerkspeicher oder kurz als Speicher bezeichnet, war ein historisches Fachwerkgebäude in Wolgast im Landkreis Vorpommern-Greifswald, das zu den Wahrzeichen der Stadt gehörte. Er galt bis zu seiner Zerstörung durch einen Brand 2006 als größter Fachwerkspeicher Norddeutschlands.
Der Wolgaster Getreidegroßhändler August Wilhelm Homeyer ließ den Speicher mit Sonnendarre in den Jahren 1835 und 1836 errichten. Für den damals modernsten Fachwerkspeicher des Ostseeraums wurde im sumpfigen Gelände eine Pfahlgründung aus 99 Eichenpfählen errichtet. Der dreigeschossige Sichtfachwerkbau mit Ziegelausfachung hatte eine Länge von 80 Metern und war 18 Meter breit. In der Mitte der zur Stadt gerichteten Traufseite befand sich ein zweigeschossiger Dacherker mit vorkragendem Satteldach mit einer Lastenwinde. Die Giebel besaßen gleichartige vorspringende Dachaufzüge. Auf beiden Dachseiten befanden sich drei übereinanderliegende Hechtgauben. Die Luken des 39-achsigen Gebäudes waren sämtlich mit Holztüren verschlossen. Im Inneren fassten sechs Schüttböden insgesamt 5000 Tonnen Getreide. 
Der Kornspeicher wurde bis in die Zeit nach der politischen Wende in der DDR genutzt. Zuletzt war er in Privatbesitz. In der Nacht vom 6. zum 7. Juni 2006 brannte der Speicher bis auf den 1900 massiv erneuerten Südgiebel ab. Der Schaden wurde auf 1 bis 1,5 Millionen Euro geschätzt. Der Brandstifter, selbst Mitglied der Feuerwehr, wurde bei den Löscharbeiten gefasst und zu einer mehrjährigen Haftstrafe verurteilt. Später wurden die Überreste vollständig abgerissen und das Gelände eingeebnet. Ein Wiederaufbau des Speichers wird diskutiert.